# شارلوت ماكيني
شارلوت ماكيني (بالإنجليزية: Charlotte McKinney)‏ هي عارضة وممثلة أمريكية، ولدت في 6 أغسطس 1993 في أورلاندو في الولايات المتحدة.

## أعمال

### أفلام
- باي ووتش[6]

## وصلات خارجية
- الموقع الرسمي
- شارلوت ماكيني على موقع IMDb (الإنجليزية)
- شارلوت ماكيني على موقع ألو سيني (الفرنسية)
- شارلوت ماكيني على موقع أول موفي (الإنجليزية)
- شارلوت ماكيني على موقع قاعدة بيانات الفيلم (الإنجليزية)
- شارلوت ماكيني على موقع كينوبويسك (الروسية)